# Grund (Gemeinde Liebenfels)
Grund ist eine Ortschaft in der Gemeinde Liebenfels im Bezirk Sankt Veit an der Glan in Kärnten (Österreich). Die Ortschaft hat 3 Einwohner (Stand 1. Jänner 2024). Sie liegt heute zur Gänze auf dem Gebiet der Katastralgemeinde Freundsam.

## Lage
Die Ortschaft liegt im Südwesten des Bezirks Sankt Veit an der Glan, im Graben des Gradenegger Bachs bei der Einmündung des Grundbachs, zwischen den Dörfern Liemberg und Gradenegg. Sie umfasst heute nur mehr den Grundschmied (Nr. 7).

## Geschichte

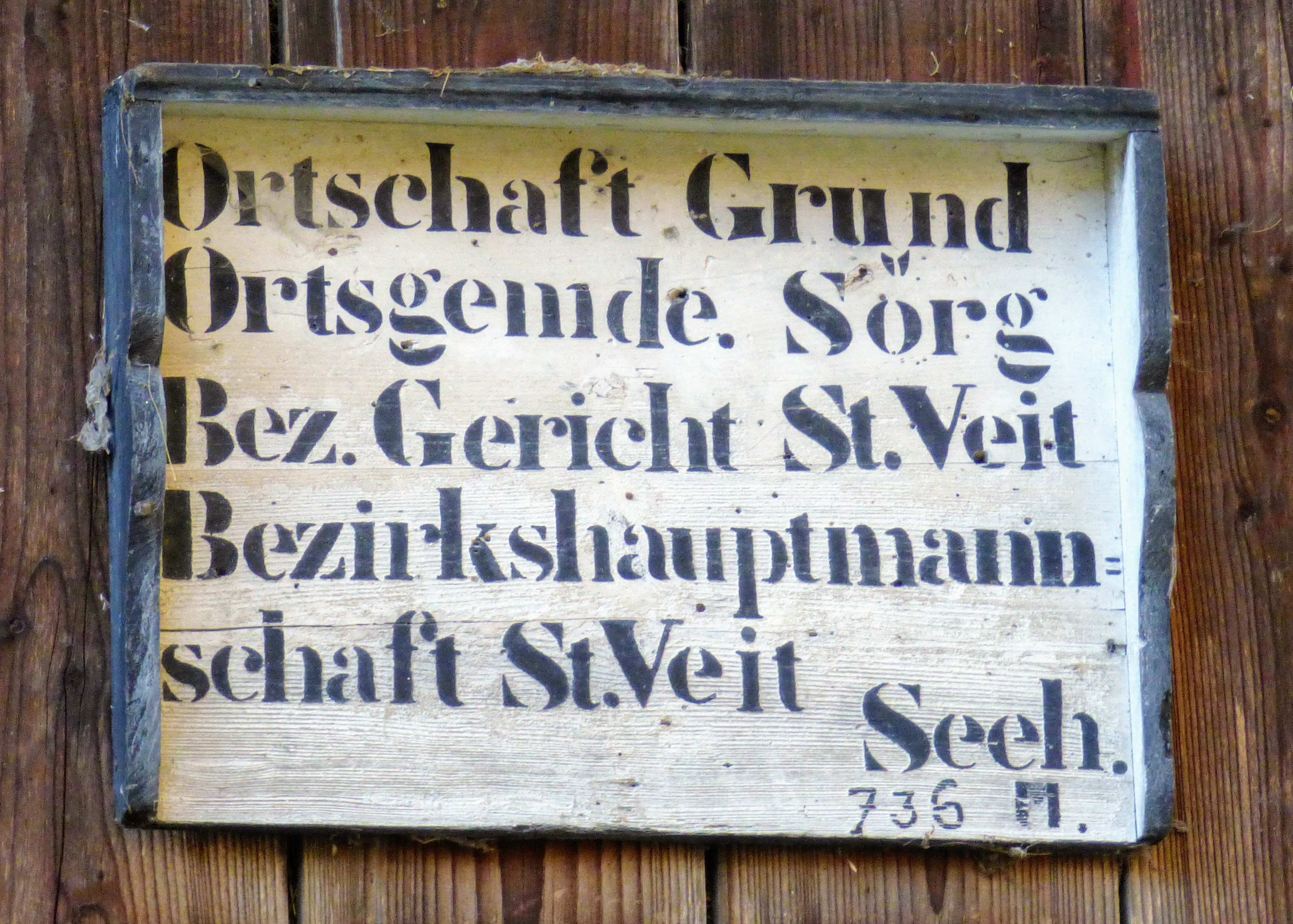
Ortschaftstafel Grund, damals Gemeinde Sörg

Im Franziszeischen Kataster waren hier noch sieben Häuser eingezeichnet: zwei auf dem Gebiet der Steuergemeinde Freundsam, fünf auf dem Gebiet der Steuergemeinde Gradenegg. Die Siedlung war in der ersten Hälfte des 19. Jahrhunderts Teil des Steuerbezirks Gradenegg und kam bei Gründung der Ortsgemeinden nach der Revolution 1848/49 zunächst zur Gemeinde Glantschach und 1875 an die Gemeinde Sörg, wo sie zunächst als eigene Ortschaft geführt und als Rotte bezeichnet wurde. Im 20. Jahrhundert wurde die Siedlung über einen längeren Zeitraum hinweg nicht als eigene Ortschaft, sondern als Ortschaftsbestandteil von Gradenegg geführt, so bei der Volkszählung 1961. 1973 kam der Ort durch die Fusion der Gemeinden Sörg und Liebenfels an die Gemeinde Liebenfels.

## Bevölkerungsentwicklung

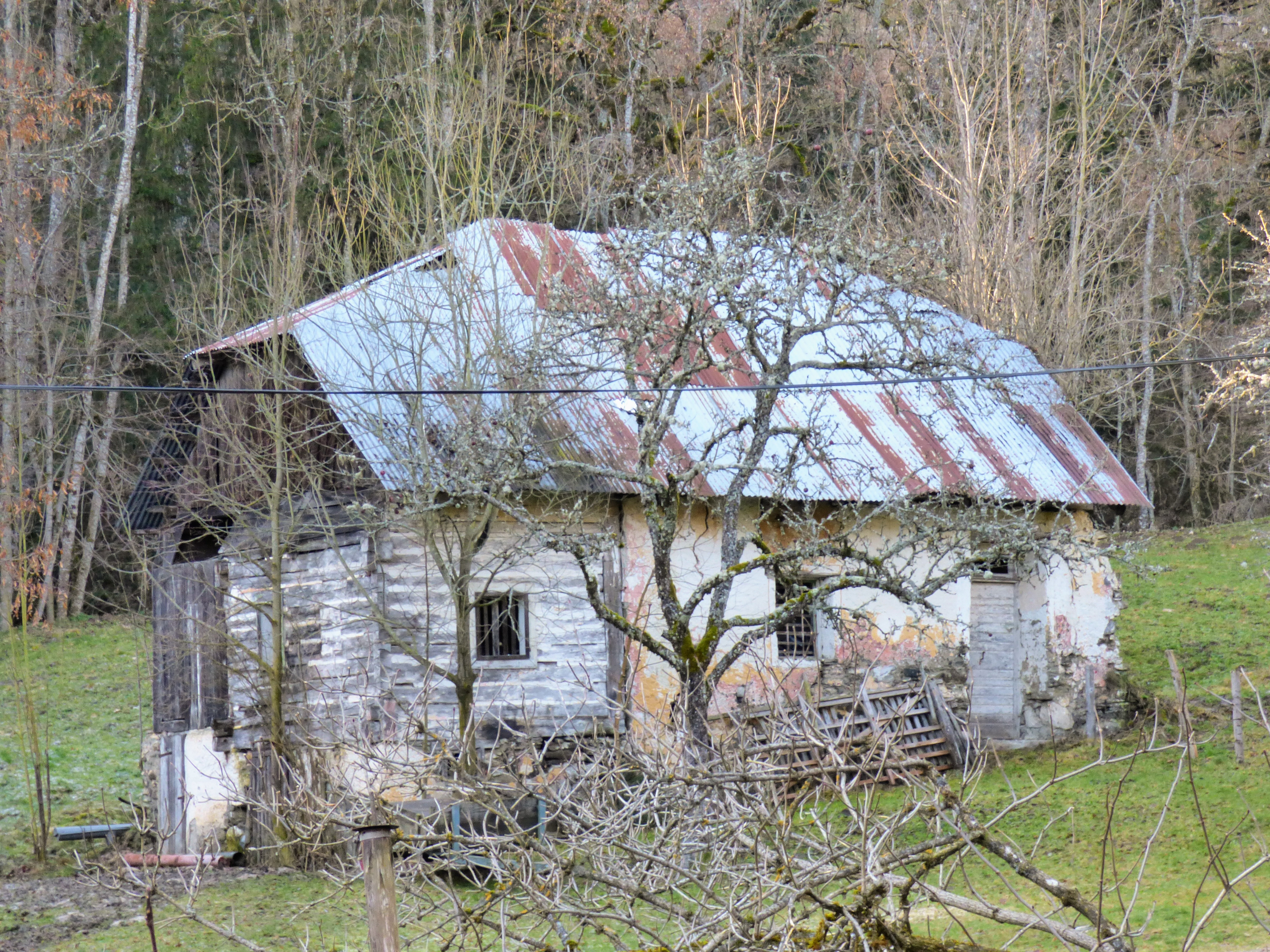
Verfallendes Haus

Für die Ortschaft zählte man folgende Einwohnerzahlen:
- 1869: 3 Häuser, 18 Einwohner[4]
- 1880: 2 Häuser, 12  Einwohner[2]
- 1890: 2  Häuser, 15 Einwohner[5]
- 1961: 1 Haus, 10 Einwohner (als Ortschaftsbestandteil von Gradenegg geführt)[3]
- 2001: 1 Gebäude (davon 1 mit Hauptwohnsitz) mit 1 Wohnung; 4 Einwohner und 0 Nebenwohnsitzfälle; 1 Haushalt; 0 Arbeitsstätten, 1 land- und forstwirtschaftlicher Betrieb[6]
- 2011: 1 Gebäude, 4 Einwohner, 1 Haushalt, 0 Arbeitsstätten[7]
- 2021: 1 Gebäude, 3 Einwohner, 1 Haushalt, 0 Arbeitsstätten[8]